# Municipio de Grant (condado de Tama)
El municipio de Grant (en inglés: Grant Township) es un municipio ubicado en el condado de Tama en el estado estadounidense de Iowa. En el año 2010 tenía una población de 270 habitantes y una densidad poblacional de 2,89 personas por km².

## Geografía
El municipio de Grant se encuentra ubicado en las coordenadas 42°14′46″N 92°36′5″O / 42.24611, -92.60139. Según la Oficina del Censo de los Estados Unidos, el municipio tiene una superficie total de 93.27 km², de la cual 93,24 km² corresponden a tierra firme y (0,03 %) 0,03 km² es agua.

## Demografía
Según el censo de 2010, había 270 personas residiendo en el municipio de Grant. La densidad de población era de 2,89 hab./km². De los 270 habitantes, el municipio de Grant estaba compuesto por el 98,15 % blancos, el 0,37 % eran de otras razas y el 1,48 % eran de una mezcla de razas. Del total de la población el 0,37 % eran hispanos o latinos de cualquier raza.